# Gregory Echenique
Gregory Echenique, né le 23 novembre 1990, à Mérida, au Venezuela, est un joueur de basket-ball vénézuélien. Il évolue au poste d'ailier fort.

## Palmarès
- Finaliste du championnat d'Amérique du Sud 2012
- Champion d'Amérique du Sud 2016
- Coupe de Belgique 2014